# Bed of Thorns
Bed of Thorns (#Tosirika) es una película dramática ugandesa, realizada exclusivamente por mujeres, dirigida por Eleanor Nabwiso y producida en Nabwiso Films. Aborda el tema de la violencia de género y doméstica. Está protagonizada por Malaika Tenshi Nnyanzi, Diana Kahunde, Martha Kay, Agnes Kebirungi, Michael Wawuyo Jr., Housen Mushema, Sarah Kisawuzi y Patrick Salvador Idringi. Se estrenó el 30 de marzo de 2019 en un evento de alfombra roja en el Century Cinema Kamwokya en Kampala.
Se proyectó en el London Arthouse Film Festival el 12 de agosto de 2019.

## Producción
Fue realizada por un equipo exclusivamente femenino y la producción inició en marzo de 2019. Se comercializó con el #Tosirika (No te calles) para concienciar sobre la violencia contra las mujeres durante el mes de marzo. Fue el debut cinematográfico de Martha Kay y Mailaika.

## Recepción
La película fue bien recibida ya que abordó problemas cotidianos que afectan a las mujeres en las relaciones. De hecho, después del estreno, una de sus actrices, Diana Kahunde, se declaró víctima de violencia psicológica en su matrimonio por parte de su marido y su familia. Recibió el premio Africa Focus Award como mejor película en el London Arthouse Film Festival en el Reino Unido.